# 氢氧化铥
氢氧化铥是一种无机化合物，化学式为Tm(OH)3。

## 化学性质
氢氧化铥可溶于酸，生成铥盐：
Tm(OH)3 + 3 H+ → Tm3+ + 3 H2O
氢氧化铥受热分解，先生成TmO(OH)，继续加热得到Tm2O3。